# جان كريستوف ديفو
جان كريستوف ديفو (بالفرنسية: Jean-Christophe Devaux) (16 مايو 1975 في ليون) لاعب كرة قدم فرنسي يلعب حاليا في نادي الدرجة الثانية نادي ستاد رانس الفرنسي في خط الدفاع .
بدأ ديفو مسيرته الرياضية في نادي ليون سنة 1994 ثم انتقل إلى نادي سيرفيت السويسري يناير 2000 ثم انتقل إلى نادي ستراسبورغ في صيف 2000 . ساهم في فوز النادي ببطولة كأس الدوري الفرنسي بتسجيله هدف الفوز في مرمى نادي كاين بتنفيذه بنجاح الركلة الحرة المباشرة سنة 2005 . وأخيرا انتقل إلى نادي ريمس 2007 .

## روابط خارجية
- جان كريستوف ديفو على موقع قاعدة بيانات كرة القدم.إي يو (الإنجليزية)
- جان كريستوف ديفو على موقع ليكيب (الفرنسية)
- جان كريستوف ديفو على موقع Soccerway.com (الإنجليزية)
- جان كريستوف ديفو على موقع كووورة